# 第9回全日本実業団対抗駅伝競走大会
第9回全日本実業団対抗駅伝競走大会（だい9かいぜんにほんじつぎょうだんたいこうえきでんきょうそうたいかい）は1964年12月20日に三重県で開催された全日本実業団対抗駅伝競走大会である。

## 概要
レースは1区で前回優勝の東急が首位でスタートするが、2区で旭化成・岩下察男が区間新記録を出し、首位に立つ。その後は八幡製鉄や東急の追撃をかわして大会新記録でフィニッシュ。のちに20回以上頂点に立ち、長年にわたり一時代を作る旭化成にとってこれが初優勝となった。

## 出場チーム
- 旭化成（2大会連続3回目）
- 神戸製鋼（9大会連続9回目）
- 鈴木自動車（3大会連続3回目）
- 全鐘紡（4大会連続5回目）
- 倉敷レーヨン（2大会ぶり7回目）
- 黒崎窯業（初出場）
- 中央発條（9大会連続9回目）
- テイジン（4大会連続4回目）
- 電電中国（2大会連続2回目）
- 東急（5大会連続5回目）
- 東洋工業（4大会連続4回目）
- 東洋ベアリング（9大会連続9回目）
- 日産自動車（2大会連続2回目）
- 日本レイヨン（2大会ぶり4回目）
- 日立製作所（初出場）
- 明治製菓（6大会連続6回目）
- 八幡製鐵（9大会連続9回目）
- リッカーミシン（5大会連続7回目）

## 成績
- 1位　旭化成　4時間13分28秒
- 2位　八幡製鐵　4時間14分34秒
- 3位　東急　4時間14分37秒
- 4位　東洋工業　4時間16分33秒
- 5位　倉敷レーヨン　4時間16分48秒
- 6位　神戸製鋼　4時間17分16秒
- 7位　明治製菓　4時間18分5秒
- 8位　全鐘紡　4時間19分9秒
- 9位　リッカーミシン　4時間20分20秒
- 10位　日立製作所　4時間21分22秒
- 11位　東洋ベアリング　4時間21分37秒
- 12位　電電中国　4時間21分48秒
- 13位　黒崎窯業　4時間23分32秒
- 14位　日産自動車　4時間25分20秒
- 15位　鈴木自動車　4時間25分59秒
- 16位　テイジン　4時間27分14秒
- 17位　中央発條　4時間29分25秒
- 18位　日本レイヨン　4時間32分37秒

## 区間賞
※は区間記録更新
- 1区　中尾隆行（東急）48分11秒
- 2区　岩下察男（旭化成）45分19秒※
- 3区　日野修身（神戸製鋼）30分27秒※
- 4区　南館正行（リッカーミシン）30分26秒※
- 5区　寺沢徹（倉敷レーヨン）45分57秒※
- 6区　藤沢修（八幡製鉄）24分33秒
- 7区　大谷治男（東急）24分13秒※